# زیست‌فضانوردی

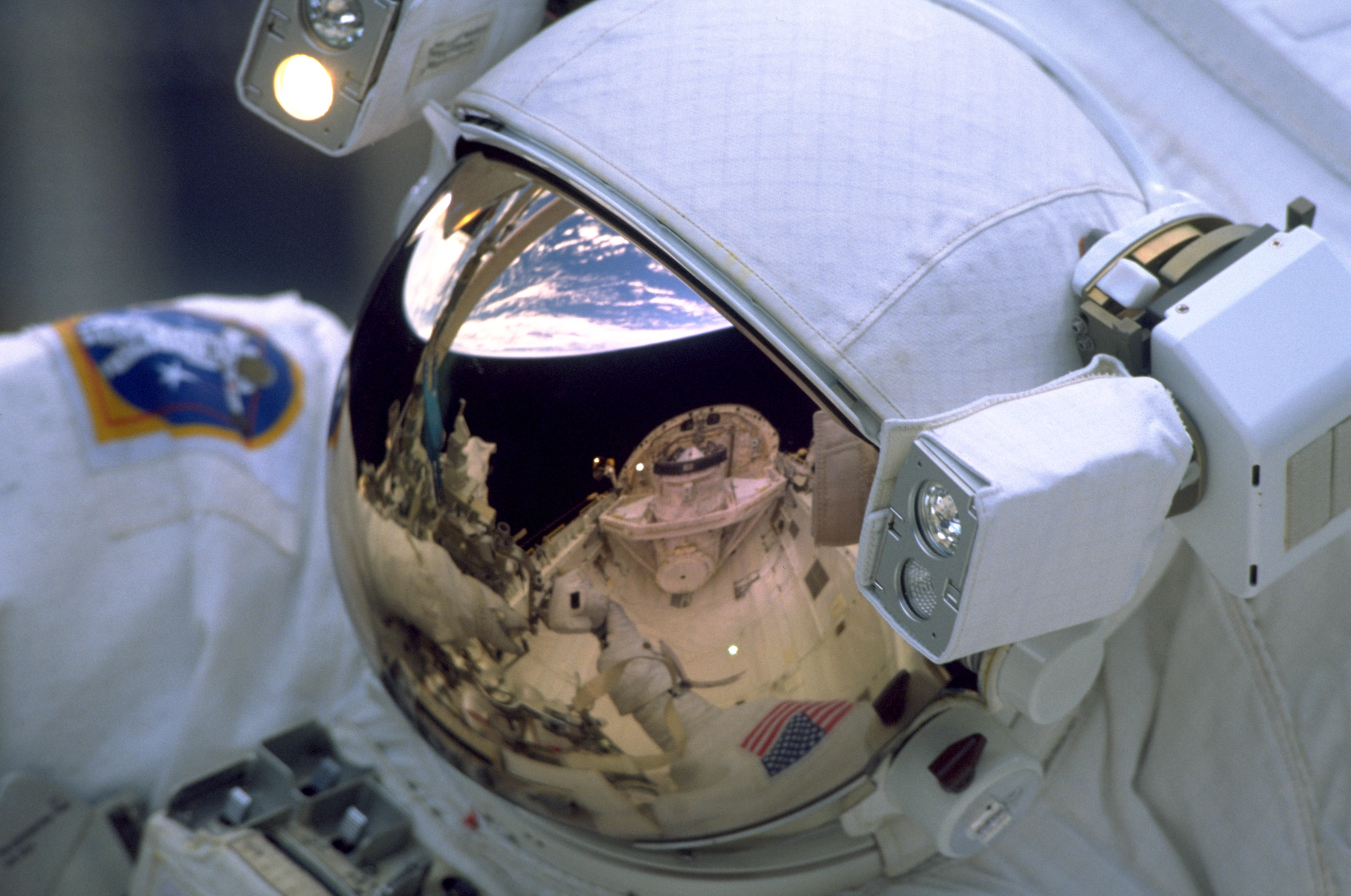

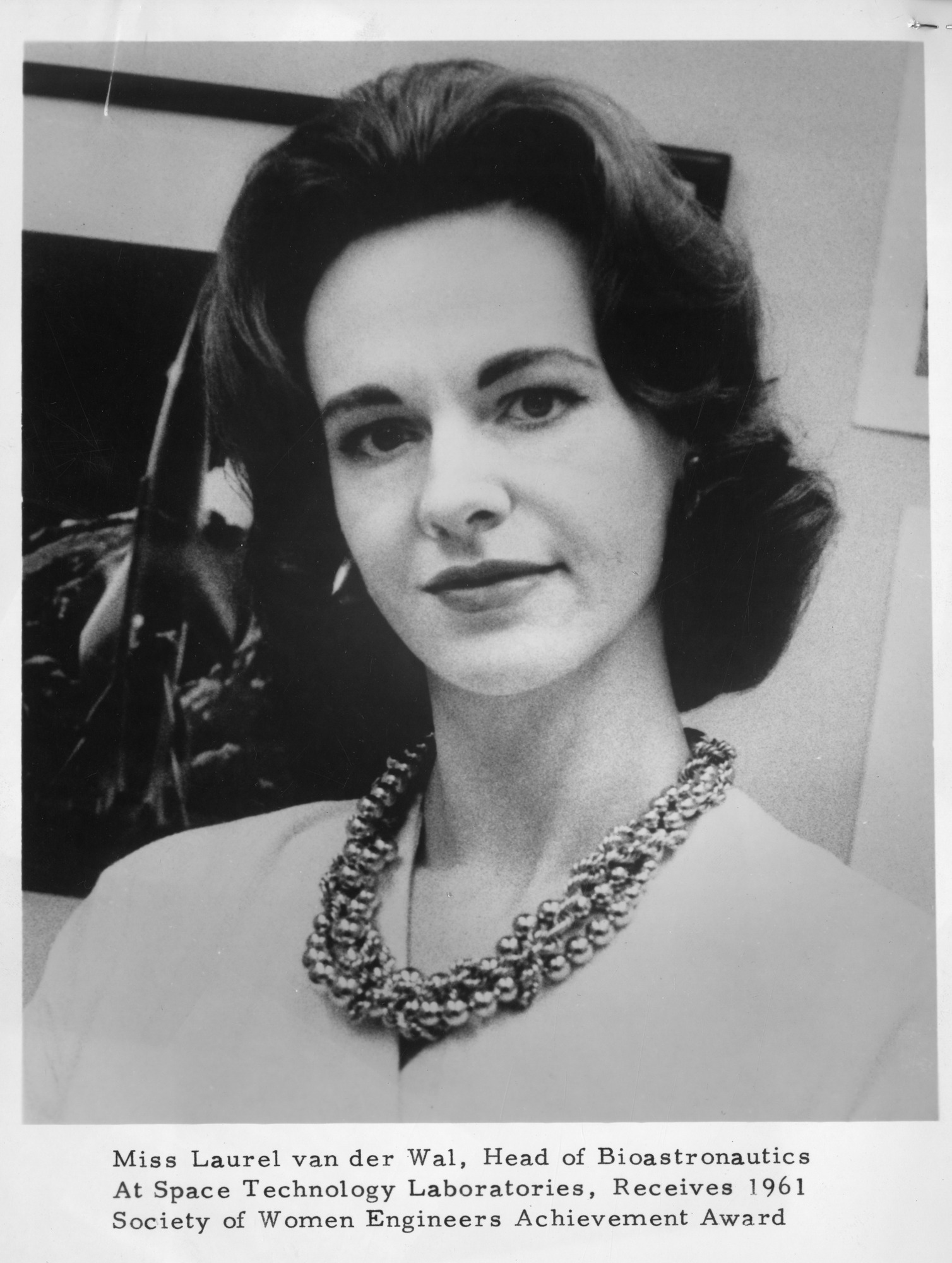
لورل ون در وال، رئیس زیست‌فضانوردی در آزمایشگاه فناوری فضایی، ۱۹۶۱

زیست‌فضانوردی یا بیوفضانوردی (به انگلیسی: Bioastronautics) یک شاخۀ تخصصی از پژوهش‌های زیست‌شناسی و فضانوردی است که جنبه‌های متعددی از نگرانی‌های بیولوژیکی، رفتاری و پزشکی حاکم بر انسان و سایر موجودات زنده در یک محیط پرواز فضایی را در بر می‌گیرد. و شامل طراحی محموله‌ها، زیستگاه‌های فضایی و سیستم‌های پشتیبانی از حیات است. به‌طور خلاصه، مطالعه و حمایت از زندگی در فضا را در بر می‌گیرد.
مرکز فضایی جانسون ناسا در هیوستون، تگزاس یک کتابخانه زیست‌فضانوردی دارد. این مرکز یک اتاق مجموعه‌ای از کتاب‌های درسی، کتاب‌های مرجع، مجموعه مقاله کنفرانس‌ها و مجله‌های دانشگاهی مرتبط با موضوعات زیست‌فضانوردی را ارائه می‌دهد. از آنجایی که کتابخانه در داخل دارایی دولتی امن قرار دارد (که بخشی از مرکز فضایی هیوستون، مرکز رسمی بازدیدکنندگان JSC نیست)، دسترسی همگانی برای آن وجود ندارد.